# وادي ميزاب
وادي مزاب ، هي منطقة طبيعية في شمال الصحراء الكبرى في ولاية غرداية، الجزائر. تقع على بعد 600 كم (370 ميل) جنوب الجزائر العاصمة ويسكنها ما يقرب من 360,000 نسمة (تقدير عام 2005). تغطي مساحة حوالي 8000 كيلومتر مربع، بين 32 ° و 33 ° 20 'خط العرض الشمالي و 0 ° 4' و 2 ° 30 'شرق خط الطول.

## تأصيل
وفقا لترجمة ابن خلدون، كلمة ميزاب  تأتي من كلمة العزابا «العزاب». في اللغة المحلية، ويسمى ميزاب  «أغلان»، في نسخة طويلة «إغزر أو اغلان»، لوصف وادي ميزاب .

## الجغرافيا الطبيعية
يعبر وادي مزاب  هضبة من الشمال الغربي إلى الجنوب الشرقي.

### الموقع، المنطقة
يقع ملحق غرداية بين 33 ° و 31 ° 15 'شمال خط العرض - 2 ° 30' وخط طول 5 ° شرقا.
يبلغ مساحة مرفق غرداية الذي يغطي البلد بأكمله المسمى «مزاب » 2,750,000 هكتار. هذه المنطقة تشمل ليس فقط شبكة ولكن أيضا الدورات الصحراوية المجاورة من الجوانب المسطحة أو الضعيفة التي تنحدر شرقا نحو اكتئاب ورقلة، والغرب إلى العرق الغربي الكبير.
وتحتل مدينة غرداية، المديرية الإدارية في بلدة وادي مزاب ، موقعا مركزيا في النصف الشمالي وفي قلب تشيبكا. وهي تبعد مسافة 630 كيلومترا عن الجزائر العاصمة وتقع تقريبا على خط الطول في العاصمة الجزائرية.

### الجيولوجيا - علم الجبال

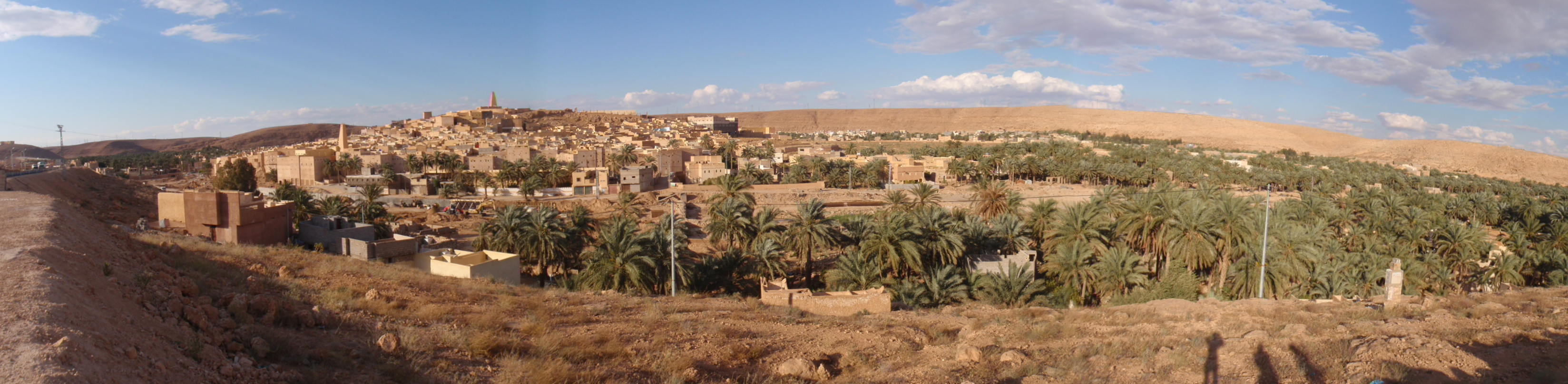
بانوراما من وادي مزاب

مزاب  هي هضبة صخرية يتراوح ارتفاعها بين 300 و 800 متر. هذا الانتصار، الذي يعود إلى العصر الطباشيري العلوي، هو في شكل توسع حجري واسعة والصخور البني والأسود. الأسباب هي الحجر الجيري. يشير هيكلها الأفقي تقريبا إلى أنها ظلت في مكانها، بعيدا عن الحركات أوروجينيك، منذ تشكيلها.

## الموقع
- تطل على وادي ميزاب  جغرافيا: بلاد الشبكة ، وهي هضبة صخرية كلسية، تقع شمالي الصحراء الإفريقية الكبرى (منطقة الجزائر)، وتمتاز عن بقية المناطق المجاورة لها بطبيعتها القاسية، فهي صحراء ضمن صحراء. وأصل تسمية الوادي عربية جاءت من الفعل زاب، نقول: زاب الماء أي جرى (المعجم العربي الأساسي مادة زاب). سميت منطقة ميزاب  ببلاد الشبكة، نظرا لشبكة أودية عديدة، والتي لا يتجاوز عمقها مائة متر، تتجه كلها من الشمال الغربي نحو الجنوب الشرقي، لتنتهي عند بحيرة تكتنفها الرمال شمال غرب مدينة ورقلة وارجلان (الجزائر).
- مساحة منطقة ميزاب حوالي: 38 ألف كم مربع، يحدها شمالا وادي بوزبير، وغربا وادي زرقون، وجنوبا بركاوي، وتمتد شرقا لتشمل تكرار غير موجود هذا الاسم في الواقع

### المناخ
- هواء المنطقة جاف جدا، ومما يزيده جفافا الرياح المثيرة للرمال القادمة من الجنوب الغربي، خاصة في نهاية الشتاء وبداية الربيع، ومن نتائج هذا الجفاف قوة إشعاع الضوء بالنهار، وتباعد الحدين الأدنى والأقصى للحرارة في اليوم الواحد.
- تبلغ الدرجة القصوى للحرارة ببلاد ميزاب : 50 درجة، بينما أدنى درجة لا تنزل عن درجة واحدة تحت الصفر، ومعدل الأمطار السنوي بها: 67 مم.
- أهم الأودية التي تتخلل الشبكة: وادي زقرير الدي يوجد في مدينة القرارة، ووادي ميزاب (الذي سميت عليه المنطقة)، و واد نسا ببريان.

أما وادي زقرير فينزل من ناحية الضاية بن ضحوة ويسقي واحة تكرار ويصب بمنطقة بن فيلح. وأما واد نسا فله 7 روافد منها: وادي بالوح، ووادي السودان، أنشئت عند ملتقاهما مدينة آت برقان (بريان). و تقرارت (القرارة) ويستقبل واد ميزاب ، مياه واد العذيرة، وواد الأبيض، ووادي التوزوز ويسقي واحة تغردايت وواحة آت مليشت، ثم تنسكب فيه من الغرب مياه وادي أنتيسا الذي يسقي واحة بن يسجن، ومن الشرق مياه وادي أزويل الذي يسقي بدوره جزءا من واحة آت بنور، ثم يتجه إلى تاجنينت، وينتهي في سبخة الهيشة، على بعد 16 كم شمال ورقلة. إن هذه الأودية أودية جوفية يظهر آثارها على سطح الأرض، وتسيل مياهها على عمق 30 متر تقريبا، بينما لا يحدث سيلانها على الأرض إلا نادرا، وعلى أجزاء محدودة منها، وذلك عندما تتغلب غزارة الأمطار على سرعة التبخر في الجو، وسرعة امتصاص الأرض لها، إن أكثرها سيلانا: وادي زقرير وأقلها وادي ميزاب، وقد سُجِّل لوادي زقرير: 18 سيلانا، في مدة 16 عاما، بينما لم يسل وادي ميزاب إلا 9 مرات في نفس المدة، وواد نسا: 15 مرة.
- ولفضيان الوادي في بلاد ميزاب تقاليد وعادات جميلة، شكرا لله، حيث يعتبر الميزاب يون (سكان الوادي) فيضان الوادي نعمة من الله على مدينتهم، ومنها أن ينادي المؤذن في الناس قبل الفجر أن الواد قد فاض.
- إن بلاد وادي ميزاب، كانت عامرة منذ أقدم العصور، وقد ألقى الدكتور:(بْيِير روفو) في الدورة الحادي عشر لمؤتمر ما قبل التاريخ، المنعقدة بفرنسا، محاضرة بين فيها حصيلة بحوثه الميدانية في بلاد ميزاب ، ذكر فيها بالتفصيل: 11 محطة من العصر الحجري الأول، وصف فيها ما جمع من أدوات ذلك العصر التي بلغ عددها: 2959 أداة، بالإضافة إلى ذلك، فإن المنطقة غنية برسوم على الصخور، تثبت أن إنسان ما قبل التاريخ استقر في هذه البلاد.

هذه الصخور التي لا تعد، نقشت عليها رموز حروف أمازيغية، وأعداد، ولعلها كانت بمثابة عقود بين البدو المتعاملين، تسجل معاملاتهم الهامة، وتوجد رسوم أكثر قدما للحيوانات على بعض الصخور التي كلستها المياه المالحة، يوم كانت أودية المنطقة بحر.

## حضارة مزاب

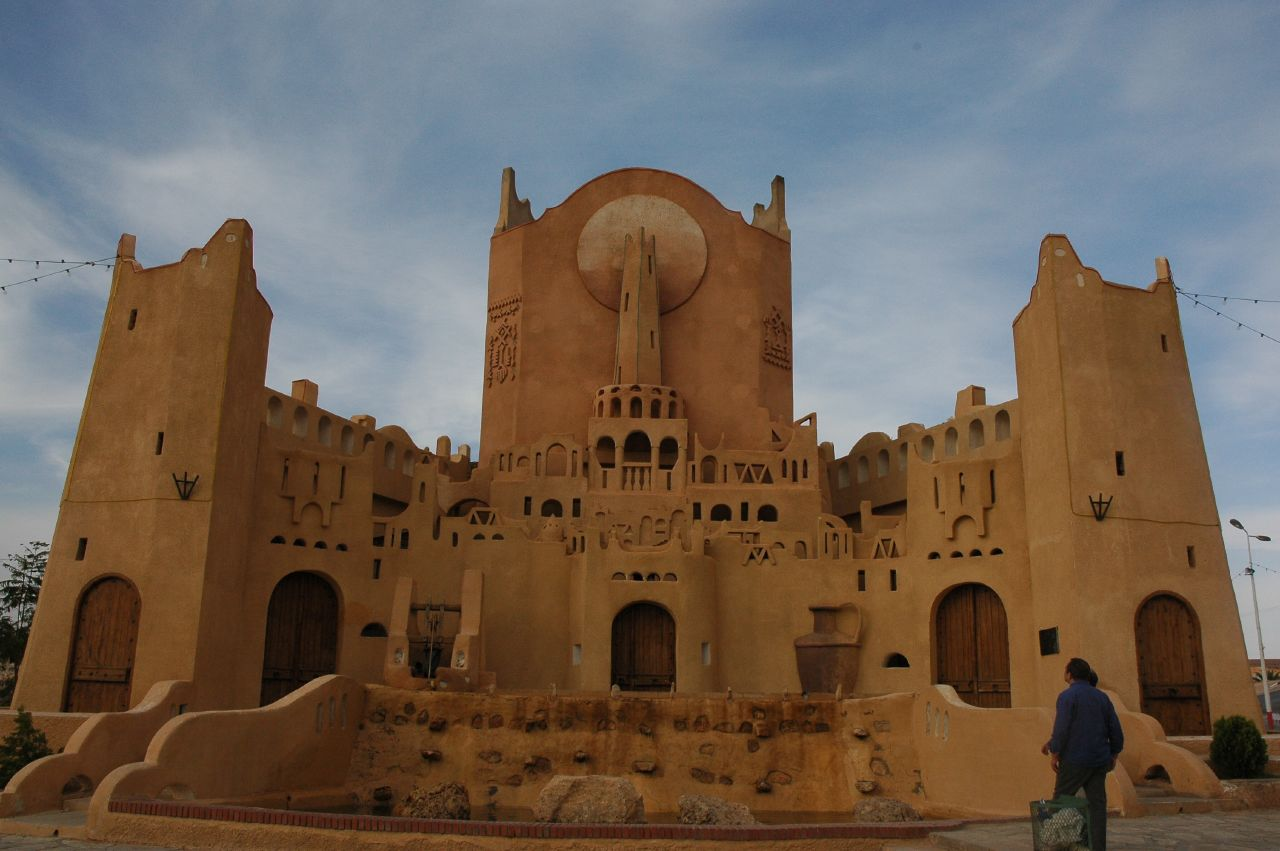
العمارة المزابية

- إن حضارة واد مزاب  وآت مزاب ، تتجلى في تمسكهم بدينهم، في تمسّكهم بأصالتهم وتقاليدهم، في هندستهم المعمارية الأصيلة، لقد بنوا مدنا كاملة فوق جبال وعرة بطريقة رائعة، رغم أنهم لم يكونوا من أصحاب المعدات الضخمة أو الشعوب المتقدمة في ذلك العصر (حوالي 1000 م)، لقد استعملوا الأخشاب والسعف والجريد، ليبنوا قصورا رائعة جميلة لها سحر خاص، لقد بنوا مدن كاملة فوق صخور ضخمة (آت بونور).
- نزح البعض من القبائل من منطقة زاب إلى المغرب مطلع القرن الـ12 م واستقروا في المناطق الشرقية والجنوب شرقية من المغرب. وأسسوا دولة سميت المرينيون وبعد صولات وجولات مع الموحدين استطاع المرينيون في عهد الأخوين أبو يحي عبد الحق (1244-1258 م) ثم أبو يوسف (1258-1286 م) أن يستولوا على العديد من المدن، مكناس: 1244 م، فاس: 1248م. مع حلول سنة 1269م استطاعوا التخلص من آخر الموحدين في مراكش، وبدؤوا بعدها في تنظيم جيش قوي حتى يمكنهم الاحتفاظ بالمناطق التي انتزعوها. خاضوا عدة حروب على أرض الأندلس في عهد أبو يعقوب يوسف (1286-1307 م)، توسعوا إلى الجزائر (الاستيلاء على وهران ومدينة الجزائر). عرفت الدولة أوجها أثناء عهدي أبو الحسن علي (1331-1351م) ثم أبو عنان فارس (1351-1358م) وازدهرت حركة العمران. استطاع الأخير صد سلاطين عبد الواد والاستيلاء على عاصمتهم تلمسان، ثم واصل في غزواته حتى بلغ تونس واحتلها على حساب الحفصيين.
- لقد وصف مؤلف كتاب: أضواء مز
- لقد حضر في سنوات السبعينات عشرات المصورين التلفزيونيين والمستشرقين من جميع أنحاء العالم، وقبه في القرن التاسع عشر العشرات من المستشرقين، ليتعرفوا على أسرار هذا المجتمع ويتعرفوا على سر بقاءه متحدا مرابطا كأسرة واحدة، وليستوحوا فنونا أكثر من هندسة ميزب  الأصيلة التي أقيمت بعفوية الإنسان.

## قصور واد مزب السبعة

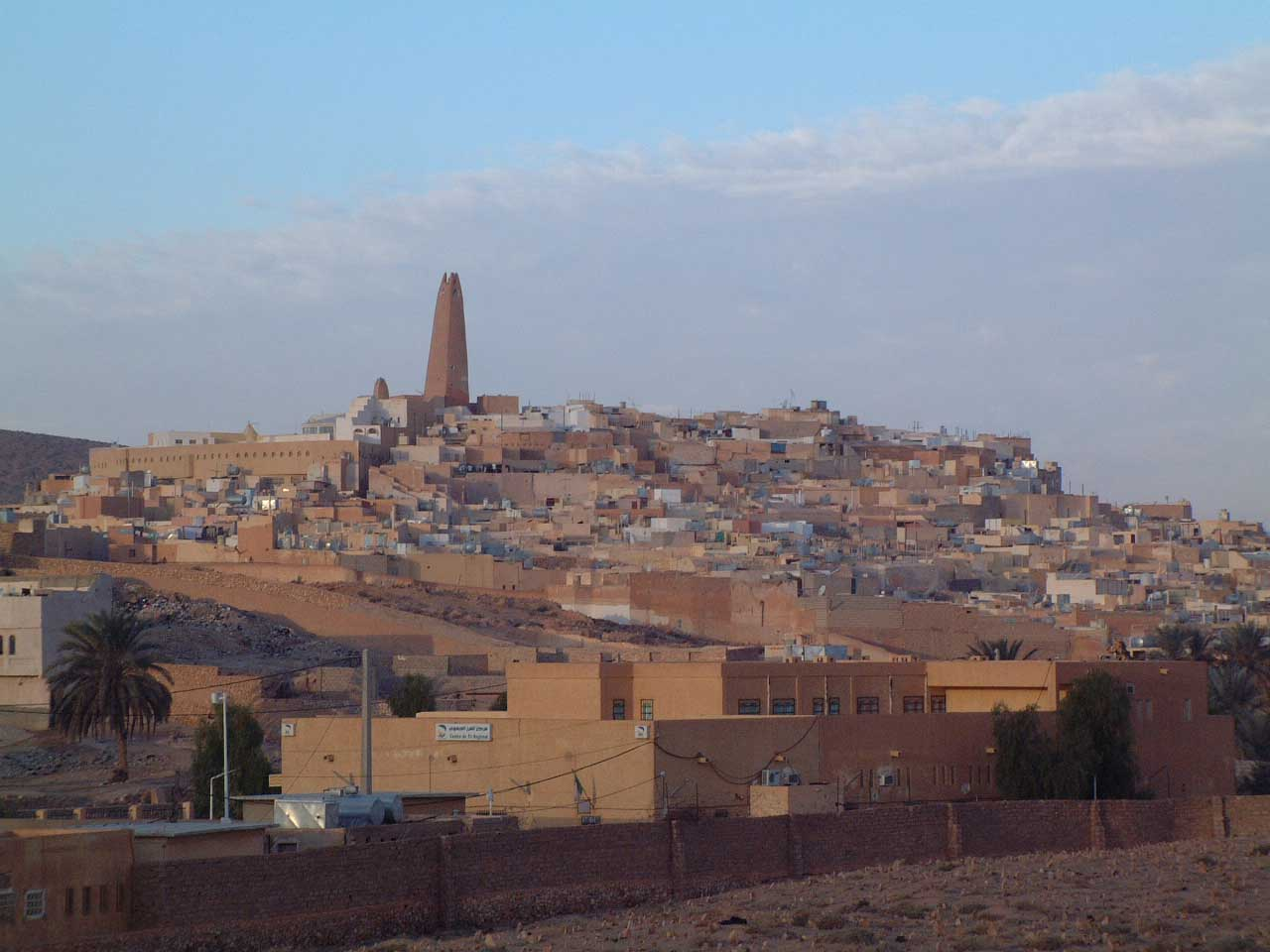
مدينة واد مزاب(غرداية) من جهةجانبية

- من مظاهر حضارة المزابيين (سكان واد مزاب) مدنهم وفنها المعماري، وعدده المدن الرئيسية العامرة إلى الآن سبعة، باستثناء القصور التاريخية العتيقة، والتي لم يبق منها سوى بعض الآثار.

و ستجدون صورا لمختلف هذه المدن في صفحة صور واد مزاب أو غرداية.
- الملاحظ في مدن واد مزاب السبع بأن خمسًا منها وهي: تَجْنِينْتْ، آت بونور، تَغَرْدَايْتْ، آتَمْليشْتْ، آت اِيزْجَنْ، متجاورة من بعضها البعض، ولا تبعد عن بعضها سوى ببضع كيلومترات، وتعرف بالقرى الخمس، أما مدينتي : آت ايبَرْڤـان، تيـڤْرار، فهما بعيدتان عن المدن السبع السابقة، بريان :45 كلم شمالا، والقرارة : 110 كلم شرقا.
- وقد بنيت كل هذه المدن فوق مرتفعات، لأهداف كثيرة، وبهندسة معمارية مميزة جذبت المهندسين من جميع أنحاء العالم. تتعرف عليها في صفحة : الهندسة المعمارية.
- وفي ظروف غير معروفة، حُـرِّفت أسماء هذه المدن إلى أسماء عربية وأعرابية، وما زالت أسباب هذا التحريف محل بحث من طرف الشبكة المزابية.

1- تَــاجْنِـينْتْ
- تُعد من أقدم القصور السبع، يقصد بهذه الكلمة المكان المنخفض، أسسها الشيخ خليفة بن آبغور سنة 402 هـ 1012م، تقع على بعد سبع كيلومترات من آت بونور، حُرِّف اسمها إلى : العطف.

2- آتْ بونورْ
- أُنشئت سنة : 457 هـ - 1065 م، واسمها نسبة إلى القبيلة المصعبية التي بَنَت وسكنت هذه المدينة قديما، تتميز آت بونور بأنها مبنية فوق ربوة صخرية منيعة جدا، مما شكل لها سورا طبيعيا تقع قرب آت ايزجن، حُــرِّف اسمها إلى : بونورة.

3- تَـغَــرْدَايْتْ
- أنشِئت سنة 447 هـ - 1053م، وأول من سكنها الشيوخ : بابا وَالجَمَّة، وأبو عيسى بن علوان وبابا سعد، وأصل تسميتها : تَغَرْدَايْتْ بالمزابية وهي القطعة المستصلحة من الأرض، والواقعة على حافة الواد، وتوجد عدة قرى تحمل نفس الدلالة في أرجاء المغرب الإسلامي، وهي أول مدينة تُشاهَد عند القدوم من الشمال، حُــرِّف اسمها إلى : غرداية.

4- آتْ اِيزْجَنْ
- أُسّست سنة : 720 هـ - 1321 م، واسمها نسبة إلى القبيلة المصعبية التي سكنت المدينة.

تعتبر آت ايزجن، من عواصم العراقة العلمية والدينية، وهي المدينة الوحيدة التي حافظت على أصالتها المزابية من كل النواحي إلى اليوم، وتعتبر المدينة المزابية المثالية، ومن أهم مميزاتها، سورها الذي لايزال قائما إلى اليوم، وتقع بعد آت امْليشْتْ.
5- آت مْلِــيشْــتْ
- أسست عام 756 هـ - 1355م، اسمها نسبة إلى «مْلِيكْشْ» أحد زعماء قبيلة زناتة التي تنتمي إليها قبيلة بني مصعب تقع على هضبة مرتفعة نسبيا بين قصري تغردايت وآت ايزجن، يستطيع الناظر منها أن يرى القصور الثلاث : تغردايت، آت ايزجن، وآت بونور.

6 - تِـيــڤْــرَارْ{القرارة}
- أسست سنة : 1040 هـ - 1631م، معنى تسميتها : الجبال البيضوية التي بجانبها سهول صغيرة مقعرة بستقر فيها الماء.

تقع على بعد حوالي 110 كلم شرق القرى الخمس، وهي على أرض طينية، على خلاف المدن الأخرى التي تقع على جبال صخرية، وتشتهر بواحتها الشاسعة التي يسقيها وادي زڤْـرير.
7- آت ايبَرْڤـان
- أُنشئت سنة : 1060هـ - 1690 م، وهي خيمة مصنوعة من الوبر، وقد كان أهلها ذوي خبرة في نسج هذا النوع من الخيم.

تقع في تقاطع الأودية الثلاثة : بالُّوحْ، السّودان، ووادي نْ سَا.

## مدن مزاب  المتلاشيّة
1- أَغَرْمْ نْتَضْلِيزْتْ
- تعتبر أول وأقدم مدينة مزابية وتاريخ تأسيسها وخرابها غير محدد، لأنها الآن فقط آثار قرب تاجنينت، ونلاحظ من حيث آثارها أنها بنيت في الوادي، مما يدلنا على أن الظروف الأمنية كانت حسنة في ذلك الوقت، حيث لم يكن المصعبيون يخافون على أنفسهم من غارات البدو.

2- أَغَرْمْ أَنْ وَادَّايْ
- تقع بالقرب من آت امليشت، أسست عام : 395 هـ - 1004 م، ومعنى تسميتها : القرية السفلى، تهدمت عام 1123م.

3- موركي
- بنيت على جبل يشرف على آت بونور غربًا، يفصل بينهما وادي مْزاب.

4- بابا سّعد
- أقيمت غرب تغردايت في أعلى الجبل، بنيت سنة : 790 هـ - 1388 م.